# Élections présidentielles sous la Cinquième République à Saint-Barthélemy et Saint-Martin
Depuis l'adoption de la Constitution de la Cinquième République française, dix élections présidentielles ont eu lieu afin d'élire le président de la République. Cette page présente les résultats de ces élections à Saint-Martin et Saint-Barthélemy depuis 2008, ces îles constituant antérieurement une circonscription de Guadeloupe.

## Synthèse des résultats du second tour
En 2012, Saint-Martin et Saint-Barthélemy votent majoritairement à droite en plaçant Nicolas Sarkozy (59,43 %) en tête du second tour. En 2017, les îles votent dans la tendance nationale, Emmanuel Macron obtenant 1 point de moins qu'au niveau national.
| année | Répartition des exprimés | Répartition des exprimés | Participation (% des inscrits) | Blancs ou nuls (% des votants) |

| 2017 | Emmanuel Macron (65,03 %) (France : 66,10 %) | Marine Le Pen (34,97 %) (France : 33,90 %) | 35,34 % (France : 77,77 %) | 1,25 % (France : 2,47 %) |

| 2012 | François Hollande (40,57 %) (France : 51,64 %) | Nicolas Sarkozy (59,43 %) (France : 48,36 %) | 36,49 % (France : 80,35 %) | 2,95 % (France : 5,82 %) |

|  | ▲ |

## Résultats détaillés par scrutin

### 2017
Le premier tour de l'élection présidentielle de 2017 voit s'affronter onze candidats. Emmanuel Macron arrive en tête devant Marine Le Pen et tous deux se qualifient pour le second tour. Néanmoins, avec François Fillon et Jean-Luc Mélenchon, les scores des quatre candidats ayant recueilli le plus de voix sont serrés (4,43 points entre le 1er et le 4e). Pour la première fois, aucun des candidats des deux partis politiques pourvoyeurs jusque-là des présidents de la Ve République, n'est présent au second tour. Celui-ci se tient le dimanche 7 mai et se solde par la victoire d'Emmanuel Macron, avec un total de 20 753 798 bulletins de vote en sa faveur, soit 66,10 % des suffrages exprimés, face à la candidate du Front national, qui recueille 33,90 %. Le scrutin est néanmoins marqué par une forte abstention et par un record de votes blancs ou nuls. 
À Saint-Martin et Saint-Barthélemy, François Fillon arrive en tête du premier tour avec 32,02 % des exprimés, suivi de Marine Le Pen (23,32 %), Emmanuel Macron (19,99 %), Jean-Luc Mélenchon (14,66 %) et Benoît Hamon (3,14 %). Au second tour, les électeurs ont voté à 65,03 % pour Emmanuel Macron contre 34,97 % pour Marine Le Pen avec un taux de participation de 35,34 % des inscrits.
|             | LR          | François Fillon       | 2 518  | 32,02 %    |        |            |  |  |
|             | FN          | Marine Le Pen         | 1 834  | 23,32 %    | 2 840  | 34,97 %    |  |  |
|             | EM          | Emmanuel Macron       | 1 572  | 19,99 %    | 5 282  | 65,03 %    |  |  |
|             | LFi         | Jean-Luc Mélenchon    | 1 153  | 14,66 %    |        |            |  |  |
|             | PS          | Benoît Hamon          | 247    | 3,14 %     |        |            |  |  |
|             | DlF         | Nicolas Dupont-Aignan | 216    | 2,75 %     |        |            |  |  |
|             | UPR         | François Asselineau   | 112    | 1,42 %     |        |            |  |  |
|             | NPA         | Philippe Poutou       | 92     | 1,17 %     |        |            |  |  |
|             | RES         | Jean Lassalle         | 68     | 0,86 %     |        |            |  |  |
|             | LO          | Nathalie Arthaud      | 35     | 0,45 %     |        |            |  |  |
|             | SeP         | Jacques Cheminade     | 18     | 0,23 %     |        |            |  |  |
|             |             |                       |        |            |        |            |  |  |
|             |             |                       | Nombre | % inscrits | Nombre | % inscrits |  |  |
| Inscrits    | Inscrits    | Inscrits              | 25 385 |            | 25 445 |            |  |  |
| Abstentions | Abstentions | Abstentions           | 17 202 | 67,76 %    | 16 452 | 64,66 %    |  |  |
| Votants     | Votants     | Votants               | 8 183  | 32,24 %    | 8 993  | 35,34 %    |  |  |
|             |             |                       |        |            |        |            |  |  |
|             |             |                       |        | % votants  |        | % votants  |  |  |
| Blancs      | Blancs      | Blancs                | 211    | 0,83 %     | 638    | 2,51 %     |  |  |
| Nuls        | Nuls        | Nuls                  | 107    | 0,42 %     | 233    | 0,92 %     |  |  |
| Exprimés    | Exprimés    | Exprimés              | 7 865  | 30,98 %    | 8 122  | 31,92 %    |  |  |

### 2012
Hollande, désigné par le PS à la suite d'une primaire ouverte, devance Sarkozy dès le premier tour de l'élection présidentielle de 2012 : c'est la première fois qu'un président sortant est ainsi devancé. Au second tour, Sarkozy est battu mais par un écart plus faible qu'attendu.
À Saint-Martin et Saint-Barthélemy, Nicolas Sarkozy arrive en tête du premier tour avec 43,62 % des exprimés, suivi de François Hollande (26,78 %), Marine Le Pen (12,14 %), Jean-Luc Mélenchon (5,89 %) et François Bayrou (5,89 %). Au second tour, les électeurs ont voté à 40,57 % pour François Hollande contre 59,43 % pour Nicolas Sarkozy avec un taux de participation de 43,67 % des inscrits.
|                | UMP            | Nicolas Sarkozy       | 3 504  | 43,62 %    | 5 641  | 59,43 %    |  |  |
|                | PS             | François Hollande     | 2 151  | 26,78 %    | 3 851  | 40,57 %    |  |  |
|                | FN             | Marine Le Pen         | 975    | 12,14 %    |        |            |  |  |
|                | FG             | Jean-Luc Mélenchon    | 473    | 5,89 %     |        |            |  |  |
|                | MoDem          | François Bayrou       | 473    | 5,89 %     |        |            |  |  |
|                | EELV           | Éva Joly              | 208    | 2,59 %     |        |            |  |  |
|                | DLF            | Nicolas Dupont-Aignan | 92     | 1,15 %     |        |            |  |  |
|                | NPA            | Philippe Poutou       | 85     | 1,06 %     |        |            |  |  |
|                | LO             | Nathalie Arthaud      | 44     | 0,55 %     |        |            |  |  |
|                | S&P            | Jacques Cheminade     | 28     | 0,35 %     |        |            |  |  |
|                |                |                       |        |            |        |            |  |  |
|                |                |                       | Nombre | % inscrits | Nombre | % inscrits |  |  |
| Inscrits       | Inscrits       | Inscrits              | 22 685 |            | 22 686 |            |  |  |
| Abstentions    | Abstentions    | Abstentions           | 14 408 | 63,51 %    | 12 779 | 56,33 %    |  |  |
| Votants        | Votants        | Votants               | 8 277  | 36,49 %    | 9 907  | 43,67 %    |  |  |
|                |                |                       |        |            |        |            |  |  |
|                |                |                       |        | % votants  |        | % votants  |  |  |
| Blancs ou nuls | Blancs ou nuls | Blancs ou nuls        | 244    | 2,95 %     | 415    | 4,19 %     |  |  |
| Exprimés       | Exprimés       | Exprimés              | 8 033  | 97,05 %    | 9 492  | 97,05 %    |  |  |